# Új-Zéland a 2012. évi nyári olimpiai játékokon
Új-Zéland a nagy-britanniai Londonban megrendezett 2012. évi nyári olimpiai játékok egyik részt vevő nemzete volt. Az országot az olimpián 16 sportágban 184 sportoló képviselte, akik összesen 13 érmet szereztek.

## Érmesek
| Érem  | Versenyző                                                                  | Sportág      | Versenyszám                    |
| ----- | -------------------------------------------------------------------------- | ------------ | ------------------------------ |
| Arany | Valerie Adams                                                              | Atlétika     | Női súlylökés                  |
| Arany | Mahé Drysdale                                                              | Evezés       | Férfi egypárevezős             |
| Arany | Nathan Cohen Joseph Sullivan                                               | Evezés       | Férfi kétpárevezős             |
| Arany | Eric Murray Hamish Bond                                                    | Evezés       | Férfi kormányos nélküli kettes |
| Arany | Lisa Carrington                                                            | Kajak-kenu   | Női kajak egyes 200 m          |
| Arany | Jo Aleh Olivia Powrie                                                      | Vitorlázás   | Női 470-es osztály             |
| Ezüst | Sarah Walker                                                               | Kerékpározás | Női BMX                        |
| Ezüst | Peter Burling Blair Tuke                                                   | Vitorlázás   | Férfi könnyű 49-es dingi       |
| Bronz | Storm Uru Peter Taylor                                                     | Evezés       | Férfi könnyűsúlyú kétpárevezős |
| Bronz | Juliette Haigh Rebecca Scown                                               | Evezés       | Női kormányos nélküli kettes   |
| Bronz | Andrew Nicholson Jonathan Paget Caroline Powell Jonelle Richards Mark Todd | Lovaglás     | Lovastusa, csapat              |
| Bronz | Simon van Velthooven                                                       | Kerékpározás | Férfi keirin                   |
| Bronz | Sam Bewley Marc Ryan Jesse Sergent Aaron Gate Westley Gough                | Kerékpározás | Férfi csapat üldözőverseny     |

## Atlétika
Férfi
| Versenyző   | Versenyszám     | Előfutam | Előfutam | Előfutam | Elődöntő | Elődöntő | Elődöntő | Döntő   | Döntő    |
| Versenyző   | Versenyszám     | Idő      | Hely.    | Össz.    | Idő      | Hely.    | Össz.    | Idő     | Helyezés |
| ----------- | --------------- | -------- | -------- | -------- | -------- | -------- | -------- | ------- | -------- |
| Nick Willis | 1500 m          | 3:40,92  | 1.       | 18.*     | 3:34,70  | 3.       | 3.       | 3:36,94 | 9.       |
| Quentin Rew | 50 km gyaloglás |          |          |          |          |          |          | 3:55:03 | 30.      |

| Versenyző       | Versenyszám   | Selejtező | Selejtező | Döntő    | Döntő    |
| Versenyző       | Versenyszám   | Eredmény  | Helyezés  | Eredmény | Helyezés |
| --------------- | ------------- | --------- | --------- | -------- | -------- |
| Stuart Farquhar | Gerelyhajítás | 82,32 m   | 6.        | 80,22 m  | 9.       |

| Versenyző     | Versenyszám | 100 m | 100 m | Távolugrás | Távolugrás | Súlylökés | Súlylökés | Magasugrás | Magasugrás | 400 m | 400 m | 110 m gát | 110 m gát | Diszkoszvetés | Diszkoszvetés | Rúdugrás | Rúdugrás | Gerelyhajítás | Gerelyhajítás | 1500 m  | 1500 m | Végeredmény | Végeredmény |
| Versenyző     | Versenyszám | Idő   | Pont  | Eredmény   | Pont       | Eredmény  | Pont      | Eredmény   | Pont       | Idő   | Pont  | Idő       | Pont      | Eredmény      | Pont          | Eredmény | Pont     | Eredmény      | Pont          | Idő     | Pont   | Pont        | Helyezés    |
| ------------- | ----------- | ----- | ----- | ---------- | ---------- | --------- | --------- | ---------- | ---------- | ----- | ----- | --------- | --------- | ------------- | ------------- | -------- | -------- | ------------- | ------------- | ------- | ------ | ----------- | ----------- |
| Brent Newdick | Tízpróba    | 11,10 | 838   | 736m cm    | 900        | 15,09m m  | 795       | 196m cm    | 767        | 50,22 | 804   | 15,02     | 847       | 46,15m m      | 791           | 470m cm  | 819      | 59,82m m      | 735           | 4:38,20 | 692    | 7988        | 12.         |

Női
| Versenyző       | Versenyszám | Előfutam | Előfutam | Előfutam | Elődöntő | Elődöntő | Elődöntő | Döntő   | Döntő    |
| Versenyző       | Versenyszám | Idő      | Hely.    | Össz.    | Idő      | Hely.    | Össz.    | Idő     | Helyezés |
| --------------- | ----------- | -------- | -------- | -------- | -------- | -------- | -------- | ------- | -------- |
| Lucy van Dalen  | 1500 m      | 4:07,04  | 8.       | 13.      | 4:06,97  | 11.      | 23.      | kiesett | kiesett  |
| Kimberley Smith | Maraton     |          |          |          |          |          |          | 2:26:59 | 15.      |

Női
| Versenyző     | Versenyszám | Selejtező | Selejtező | Döntő    | Döntő    |
| Versenyző     | Versenyszám | Eredmény  | Helyezés  | Eredmény | Helyezés |
| ------------- | ----------- | --------- | --------- | -------- | -------- |
| Valerie Adams | Súlylökés   | 20,40 m   | 2.        | 20,70 m  |          |

| Versenyző    | Versenyszám | 100 m gát | 100 m gát | Magasugrás | Magasugrás | Súlylökés | Súlylökés | 200 m | 200 m | Távolugrás | Távolugrás | Gerelyhajítás | Gerelyhajítás | 800 m   | 800 m | Végeredmény | Végeredmény |
| Versenyző    | Versenyszám | Idő       | Pont      | Eredmény   | Pont       | Eredmény  | Pont      | Idő   | Pont  | Eredmény   | Pont       | Eredmény      | Pont          | Idő     | Pont  | Pont        | Helyezés    |
| ------------ | ----------- | --------- | --------- | ---------- | ---------- | --------- | --------- | ----- | ----- | ---------- | ---------- | ------------- | ------------- | ------- | ----- | ----------- | ----------- |
| Sarah Cowley | Hétpróba    | 13,95     | 985       | 180 cm     | 978        | 12,37 m   | 686       | 25,60 | 833   | 600 cm     | 850        | 41,90 m       | 704           | 2:19,01 | 837   | 5873        | 26.         |

* - egy másik versenyzővel azonos eredményt ért el

## Cselgáncs
Női
| Versenyző         | Versenyszám | Selejtező                            | Nyolcaddöntő      | Negyeddöntő       | Elődöntő          | Vigaszág elődöntő | Bronz- mérkőzés   | Döntő             | Helyezés |
| Versenyző         | Versenyszám | Ellenfél Eredmény                    | Ellenfél Eredmény | Ellenfél Eredmény | Ellenfél Eredmény | Ellenfél Eredmény | Ellenfél Eredmény | Ellenfél Eredmény | Helyezés |
| ----------------- | ----------- | ------------------------------------ | ----------------- | ----------------- | ----------------- | ----------------- | ----------------- | ----------------- | -------- |
| Moira de Villiers | Középsúly   | Kerstin Thiele (GER) · 000(2)–001(0) | kiesett           | kiesett           | kiesett           |                   |                   |                   | 17.      |

## Evezés
Férfi
| Versenyző                                            | Versenyszám              | Előfutam | Előfutam | Vigaszág | Vigaszág | Negyeddöntő | Negyeddöntő | Elődöntő | Elődöntő | Elődöntő | Döntő | Döntő   | Döntő | Helyezés |
| Versenyző                                            | Versenyszám              | Idő      | Hely.    | Idő      | Hely.    | Idő         | Hely.       | Típus    | Idő      | Hely.    | Típus | Idő     | Hely. | Helyezés |
| ---------------------------------------------------- | ------------------------ | -------- | -------- | -------- | -------- | ----------- | ----------- | -------- | -------- | -------- | ----- | ------- | ----- | -------- |
| Mahé Drysdale                                        | Egypárevezős             | 6:49,69  | 1.       |          |          | 6:54,86     | 1.          | A/B      | 7:18,11  | 1.       | A     | 6:57,82 | 1.    |          |
| Nathan Cohen Joseph Sullivan                         | Kétpárevezős             | 6:11,30  | 1.       |          |          |             |             | A/B      | 6:19,79  | 2.       | A     | 6:31,67 | 1.    |          |
| Michael Arms Robbie Manson John Storey Matthew Trott | Négypárevezős            | 5:41,62  | 4.       | 5:43,82  | 1.       |             |             | A/B      | 6:10,95  | 4.       | B     | 5:58,88 | 1.    | 7.       |
| Hamish Bond Eric Murray                              | Kormányos nélküli kettes | 6:08,50  | 1.       |          |          |             |             | A/B      | 6:48,11  | 1.       | A     | 6:16,65 | 1.    |          |
| Chris Harris Sean O’Neill Jade Uru Tyson Williams    | Kormányos nélküli négyes | 5:51,84  | 4.       | 6:03,66  | 2.       |             |             | A/B      | 6:06,36  | 4.       | B     | 6:11,97 | 5.    | 11.      |
| Storm Uru Peter Taylor                               | Könnyűsúlyú kétpárevezős | 6:37,02  | 2.       |          |          |             |             | A/B      | 6:36,71  | 2.       | A     | 6:40,86 | 3.    |          |

Női
| Versenyző                                              | Versenyszám              | Előfutam | Előfutam | Vigaszág | Vigaszág | Negyeddöntő | Negyeddöntő | Elődöntő | Elődöntő | Elődöntő | Döntő | Döntő   | Döntő | Helyezés |
| Versenyző                                              | Versenyszám              | Idő      | Hely.    | Idő      | Hely.    | Idő         | Hely.       | Típus    | Idő      | Hely.    | Típus | Idő     | Hely. | Helyezés |
| ------------------------------------------------------ | ------------------------ | -------- | -------- | -------- | -------- | ----------- | ----------- | -------- | -------- | -------- | ----- | ------- | ----- | -------- |
| Emma Twigg                                             | Egypárevezős             | 7:40,24  | 1.       |          |          | 7:39,07     | 2.          | A/B      | 7:46,71  | 3.       | A     | 8:01,76 | 4.    | 4.       |
| Fiona Paterson Anna Reymer                             | Kétpárevezős             | 6:49,44  | 2.       |          |          |             |             |          |          |          | A     | 7:09,82 | 5.    | 5.       |
| Fiona Bourke Sarah Gray Eve MacFarlane Louise Trappitt | Négypárevezős            | 6:20,22  | 3.       | 6:48,71  | 6.       |             |             |          |          |          | B     | 6:56,46 | 1.    | 7.       |
| Juliette Haigh Rebecca Scown                           | Kormányos nélküli kettes | 7:06,93  | 2.       |          |          |             |             |          |          |          | A     | 7:30,19 | 3.    |          |
| Louise Ayling Julia Edward                             | Könnyűsúlyú kétpárevezős | 7:02,78  | 3.       | 7:21,29  | 2.       |             |             | A/B      | 7:15,06  | 5.       | B     | 7:22,78 | 3.    | 9.       |

## Gyeplabda

### Férfi
| Új-zélandi férfi gyeplabdacsapat-játékoskeret                                                                                    | Új-zélandi férfi gyeplabdacsapat-játékoskeret                                                                                    |
| --- | --- |
| - Ryan Archibald - Phillip Burrows - Simon Child - Dean Couzins - Steven Edwards - Nicholas Haig - Andrew Hayward - Blair Hilton | - Blair Hopping - Hugo Inglis - Stephen Jenness - Shea McAleese - Richard Petherick - Kyle Pontifex - Bradley Shaw - Nick Wilson |

#### Eredmények
Csoportkör
B csoport
| Csapat            | M | Gy | D | V | G+ | G– | Gk  | P  |
| ----------------- | - | -- | - | - | -- | -- | --- | -- |
| Hollandia (NED)   | 5 | 5  | 0 | 0 | 18 | 7  | +11 | 15 |
| Németország (GER) | 5 | 3  | 1 | 1 | 14 | 11 | +3  | 10 |
| Belgium (BEL)     | 5 | 2  | 1 | 2 | 8  | 7  | +1  | 7  |
| Dél-Korea (KOR)   | 5 | 2  | 0 | 3 | 9  | 8  | +1  | 6  |
| Új-Zéland (NZL)   | 5 | 1  | 2 | 2 | 10 | 14 | −4  | 5  |
| India (IND)       | 5 | 0  | 0 | 5 | 6  | 18 | −12 | 0  |

| 2012. július 30. 8:30 (9:30) | Dél-Korea (KOR)     | 2–0               | Új-Zéland (NZL) | Riverbank Arena, London Játékvezetők: Hamish Jamson (GBR) German Montes de Oca (ARG) |
| 2012. július 30. 8:30 (9:30) | Ju Hjoszik 20', 34' | (2–0) Jegyzőkönyv |                 | Riverbank Arena, London Játékvezetők: Hamish Jamson (GBR) German Montes de Oca (ARG) |

| 2012. augusztus 1. 13:45 (14:45) | Új-Zéland (NZL)                        | 3–1               | India (IND)     | Riverbank Arena, London Játékvezetők: Ged Curran (GBR) Colin Hutchinson (IRL) |
| 2012. augusztus 1. 13:45 (14:45) | Hayward 13' · Burrows 24' · Wilson 29' | (3–1) Jegyzőkönyv | Szan. Szingh 2' | Riverbank Arena, London Játékvezetők: Ged Curran (GBR) Colin Hutchinson (IRL) |

| 2012. augusztus 3. 10:45 (11:45) | Hollandia (NED)                                                       | 5–1               | Új-Zéland (NZL) | Riverbank Arena, London Játékvezetők: Ged Curran (GBR) Nathan Stagno (GIB) |
| 2012. augusztus 3. 10:45 (11:45) | Weusthof 16' · van der Weerden 27' · Bakker 29', 56' · Kempermann 67' | (3–1) Jegyzőkönyv | Child 5'        | Riverbank Arena, London Játékvezetők: Ged Curran (GBR) Nathan Stagno (GIB) |

| 2012. augusztus 5. 08:30 (09:30) | Új-Zéland (NZL) | 1–1               | Belgium (BEL) | Riverbank Arena, London Játékvezetők: German Montes de Oca (ARG) Roel van Eert (NED) |
| 2012. augusztus 5. 08:30 (09:30) | Wilson 54'      | (0–0) Jegyzőkönyv | Boon 48'      | Riverbank Arena, London Játékvezetők: German Montes de Oca (ARG) Roel van Eert (NED) |

| 2012. augusztus 7. 21:15 (22:15) | Németország (GER)                                          | 5–5               | Új-Zéland (NZL)                                         | Riverbank Arena, London Játékvezetők: David Gentles (AUS) Hamish Jamson (GBR) |
| 2012. augusztus 7. 21:15 (22:15) | Deecke 10' · Fuchs 27' · Stralkowski 47' · Zeller 51', 69' | (2–4) Jegyzőkönyv | Wilson 4' · Petherick 6' · Jenness 21' · Child 30', 36' | Riverbank Arena, London Játékvezetők: David Gentles (AUS) Hamish Jamson (GBR) |

A 9. helyért
| 2012. augusztus 9. 8:30 (9:30) | Argentína (ARG) | 1–3               | Új-Zéland (NZL)                         | Riverbank Arena, London Játékvezetők: Marcin Grochal (POL) Tim Pullman (AUS) |
| 2012. augusztus 9. 8:30 (9:30) | Ibarra 59'      | (0–3) Jegyzőkönyv | Jenness 4' · Petherick 21' · Wilson 29' | Riverbank Arena, London Játékvezetők: Marcin Grochal (POL) Tim Pullman (AUS) |

| Csapat          | Helyezés |
| --------------- | -------- |
| Új-Zéland (NZL) | 9.       |

### Női
| Új-zélandi női gyeplabdacsapat-játékoskeret                                                                                                 | Új-zélandi női gyeplabdacsapat-játékoskeret                                                                                                  |
| --- | --- |
| - Samantha Charlton - Melody Cooper - Clarissa Eshuis - Cathryn Finlayson - Gemma Flynn - Krystal Forgesson - Katherine Glynn - Ella Gunson | - Charlotte Harrison - Samantha Harrison - Stacey Michelsen - Alana Millington - Emily Naylor - Anita Punt - Bianca Russell - Kayla Sharland |

#### Eredmények
Csoportkör
B csoport
| Csapat                        | M | Gy | D | V | G+ | G– | Gk | P  |
| ----------------------------- | - | -- | - | - | -- | -- | -- | -- |
| Argentína (ARG)               | 5 | 3  | 1 | 1 | 12 | 4  | +8 | 10 |
| Új-Zéland (NZL)               | 5 | 3  | 1 | 1 | 9  | 5  | +4 | 10 |
| Ausztrália (AUS)              | 5 | 3  | 1 | 1 | 5  | 2  | +3 | 10 |
| Németország (GER)             | 5 | 2  | 1 | 2 | 6  | 7  | −1 | 7  |
| Dél-afrikai Köztársaság (RSA) | 5 | 1  | 0 | 4 | 9  | 14 | −5 | 3  |
| Egyesült Államok (USA)        | 5 | 1  | 0 | 4 | 3  | 12 | −9 | 3  |

| 2012. július 29. 08:30 (09:30) | Új-Zéland (NZL) | 1–0               | Ausztrália (AUS) | Riverbank Arena, London Játékvezetők: Elena Eskina (RUS) Carolina de la Fuente (ARG) |
| 2012. július 29. 08:30 (09:30) | Finlayson 3'    | (1–0) Jegyzőkönyv |                  | Riverbank Arena, London Játékvezetők: Elena Eskina (RUS) Carolina de la Fuente (ARG) |

| 2012. július 31. 10:45 (11:45) | Dél-afrikai Köztársaság (RSA) | 1–4               | Új-Zéland (NZL)                                 | Riverbank Arena, London Játékvezetők: Szoma Csieko (JPN) Amy Hassick (USA) |
| 2012. július 31. 10:45 (11:45) | Coetzee 52'                   | (0–2) Jegyzőkönyv | C. Harrison 2' · Eshuis 22' · Sharland 29', 61' | Riverbank Arena, London Játékvezetők: Szoma Csieko (JPN) Amy Hassick (USA) |

| 2012. augusztus 2. 21:15 (22:15) | Új-Zéland (NZL) | 1–2               | Argentína (ARG)  | Riverbank Arena, London Játékvezetők: Lisa Roach (AUS) Carol Metchette (IRL) |
| 2012. augusztus 2. 21:15 (22:15) | C. Harrison 62' | (0–1) Jegyzőkönyv | Rebecchi 3', 45' | Riverbank Arena, London Játékvezetők: Lisa Roach (AUS) Carol Metchette (IRL) |

| 2012. augusztus 4. 19:00 (20:00) | Egyesült Államok (USA)      | 2–3               | Új-Zéland (NZL)                      | Riverbank Arena, London Játékvezetők: Carolina de la Fuente (ARG) Kang Hyun-Young (KOR) |
| 2012. augusztus 4. 19:00 (20:00) | O’Donnell 16' · Laubach 34' | (2–2) Jegyzőkönyv | Sharland 3' · Flynn 19' · Eshuis 64' | Riverbank Arena, London Játékvezetők: Carolina de la Fuente (ARG) Kang Hyun-Young (KOR) |

| 2012. augusztus 6. 08:30 (09:30) | Új-Zéland (NZL) | 0–0 | Németország (GER) | Riverbank Arena, London Játékvezetők: Soledad Iparraguirre (ARG) Lisa Roach (AUS) |
| 2012. augusztus 6. 08:30 (09:30) | Jegyzőkönyv     |     |                   | Riverbank Arena, London Játékvezetők: Soledad Iparraguirre (ARG) Lisa Roach (AUS) |

Elődöntő
| 2012. augusztus 8. 15:30 (16:30) | Hollandia (NED)                        | 2–2 (h. u.)            | Új-Zéland (NZL)               | Riverbank Arena, London Játékvezetők: Soledad Iparraguirre (ARG) Julie Ashton-Lucy (AUS) |
| 2012. augusztus 8. 15:30 (16:30) | Paumen 32', 53'                        | (1–1, 2–2) Jegyzőkönyv | Sharland 7' · Forgesson 49'   | Riverbank Arena, London Játékvezetők: Soledad Iparraguirre (ARG) Julie Ashton-Lucy (AUS) |
| 2012. augusztus 8. 15:30 (16:30) | Büntetőpárbaj:                         |                        |                               | Riverbank Arena, London Játékvezetők: Soledad Iparraguirre (ARG) Julie Ashton-Lucy (AUS) |
| 2012. augusztus 8. 15:30 (16:30) | van As Paumen de Goede van Geffen Hoog | 3 – 1                  | Sharland Michelsen Flynn Punt | Riverbank Arena, London Játékvezetők: Soledad Iparraguirre (ARG) Julie Ashton-Lucy (AUS) |

Bronzmérkőzés
| 2012. augusztus 10. 15:30 (16:30) | Új-Zéland (NZL) | 1–3               | Nagy-Britannia (GBR)                 | Riverbank Arena, London Játékvezetők: Soledad Iparraguirre (ARG) Szoma Csieko (JPN) |
| 2012. augusztus 10. 15:30 (16:30) | Michelsen 68'   | (0–0) Jegyzőkönyv | Danson 45' · Cullen 59' · Thomas 63' | Riverbank Arena, London Játékvezetők: Soledad Iparraguirre (ARG) Szoma Csieko (JPN) |

| Csapat          | Helyezés |
| --------------- | -------- |
| Új-Zéland (NZL) | 4.       |

## Kajak-kenu

### Síkvízi
Férfi
| Versenyző                         | Versenyszám         | Előfutam | Előfutam | Előfutam | Elődöntő | Elődöntő | Elődöntő | Döntő | Döntő    | Döntő    | Helyezés |
| Versenyző                         | Versenyszám         | Idő      | Hely.    | Össz.    | Idő      | Hely.    | Össz.    | Típus | Idő      | Helyezés | Helyezés |
| --------------------------------- | ------------------- | -------- | -------- | -------- | -------- | -------- | -------- | ----- | -------- | -------- | -------- |
| Ben Fouhy                         | Kajak egyes 1000 m  | 3:35,610 | 2.       | 15.      | 3:32,572 | 6.       | 11.      | B     | 3:34,710 | 6.       | 14.      |
| Darryl Fitzgerald Steven Ferguson | Kajak kettes 1000 m | 3:16,608 | 4.       | 5.       | 3:15,307 | 3.       | 6.       | A     | 3:12,117 | 7.       | 7.       |

Női
| Versenyző                   | Versenyszám        | Előfutam | Előfutam | Előfutam | Elődöntő | Elődöntő | Elődöntő | Döntő | Döntő    | Döntő    | Helyezés |
| Versenyző                   | Versenyszám        | Idő      | Hely.    | Össz.    | Idő      | Hely.    | Össz.    | Típus | Idő      | Helyezés | Helyezés |
| --------------------------- | ------------------ | -------- | -------- | -------- | -------- | -------- | -------- | ----- | -------- | -------- | -------- |
| Lisa Carrington             | Kajak egyes 200 m  | 41,401   | 2.       | 3.       | 40,528   | 1.       | 1.       | A     | 44,638   | 1.       |          |
| Teneale Hatton              | Kajak egyes 500 m  | 1:56,741 | 6.       | 18.      | 1:54,504 | 5.       | 16.      | B     | 1:56,103 | 7.       | 15.      |
| Lisa Carrington Erin Taylor | Kajak kettes 500 m | 1:44,870 | 3.       | 8.       | 1:42,764 | 4.       | 6.       | A     | 1:46,290 | 7.       | 7.       |

### Szlalom
| Versenyző   | Versenyszám       | Selejtező | Selejtező | Selejtező | Selejtező | Selejtező     | Selejtező     | Elődöntő | Elődöntő | Döntő   | Döntő    |
| Versenyző   | Versenyszám       | 1. futam  | 1. futam  | 2. futam  | 2. futam  | Jobb eredmény | Jobb eredmény | Elődöntő | Elődöntő | Döntő   | Döntő    |
| Versenyző   | Versenyszám       | Pont      | Hely.     | Pont      | Hely.     | Pont          | Hely.         | Pont     | Hely.    | Pont    | Helyezés |
| ----------- | ----------------- | --------- | --------- | --------- | --------- | ------------- | ------------- | -------- | -------- | ------- | -------- |
| Mike Dawson | Férfi kajak egyes | 90,90     | 8.        | 88,58     | 6.        | 88,58         | 8.            | 207,63   | 15.      | kiesett | kiesett  |
| Luuka Jones | Női kajak egyes   | 109,23    | 10.       | 258,69    | 20.       | 109,23        | 15.           | 121,41   | 14.      | kiesett | kiesett  |

## Kerékpározás

### BMX
| Versenyző    | Versenyszám | Selejtező | Selejtező | Negyeddöntő | Negyeddöntő | Elődöntő | Elődöntő | Döntő   | Döntő    | Helyezés |
| Versenyző    | Versenyszám | Idő       | Helyezés  | Pont        | Helyezés    | Pont     | Helyezés | Idő     | Helyezés | Helyezés |
| ------------ | ----------- | --------- | --------- | ----------- | ----------- | -------- | -------- | ------- | -------- | -------- |
| Marc Willers | Férfi       | 38,687    | 10.       | 4           | 1.          | 26       | 8.       | kiesett | kiesett  | 16.      |
| Kurt Pickard | Férfi       | 39,057    | 16.       | 31          | 7.          | kiesett  | kiesett  | kiesett | kiesett  | 28.      |
| Sarah Walker | Női         | 38,644    | 2.        |             |             | 12       | 4.       | 38,133  | 2.       |          |

### Hegyi-kerékpározás
| Versenyző    | Versenyszám      | Idő             | Helyezés |
| ------------ | ---------------- | --------------- | -------- |
| Karen Hanlen | Női terepverseny | 1:37:54 (+7:02) | 18.      |

### Országúti kerékpározás
Férfi
| Versenyző      | Versenyszám   | Idő                 | Helyezés      |
| -------------- | ------------- | ------------------- | ------------- |
| Jack Bauer     | Mezőnyverseny | 5:46:05 (+0:08)     | 10.           |
| Jack Bauer     | Időfutam      | 54:54,16 (+4:14,62) | 19.           |
| Greg Henderson | Mezőnyverseny | nem ért célba       | nem ért célba |

Női
| Versenyző       | Versenyszám   | Idő               | Helyezés |
| --------------- | ------------- | ----------------- | -------- |
| Linda Villumsen | Mezőnyverseny | 3:35:56 (+0:27)   | 18.      |
| Linda Villumsen | Időfutam      | 37:59,18 (+24,36) | 4.       |

### Pálya-kerékpározás
Sprintversenyek
| Versenyző                                         | Versenyszám  | Selejtező | Selejtező | 1. forduló                     | Vigaszág                                                      | Vigaszág | 2. forduló                | Vigaszág                                               | Vigaszág | 9–12. helyért                                                           | 9–12. helyért | Negyeddöntő                                                                     | 5–8. helyért           | 5–8. helyért | Elődöntő             | Döntő                | Helyezés |
| Versenyző                                         | Versenyszám  | Idő       | Hely.     | Ellenfél Győztes idő           | Ellenfelek Győztes idő                                        | Hely.    | Ellenfél Győztes idő      | Ellenfelek Győztes idő                                 | Hely.    | Ellenfelek Győztes idő                                                  | Hely.         | Ellenfél Győztes idő                                                            | Ellenfelek Győztes idő | Hely.        | Ellenfél Győztes idő | Ellenfél Győztes idő | Helyezés |
| ------------------------------------------------- | ------------ | --------- | --------- | ------------------------------ | ------------------------------------------------------------- | -------- | ------------------------- | ------------------------------------------------------ | -------- | ----------------------------------------------------------------------- | ------------- | ------------------------------------------------------------------------------- | ---------------------- | ------------ | -------------------- | -------------------- | -------- |
| Eddie Dawkins                                     | Férfi egyéni | 10,201    | 9.        | Njisane Phillip (TRI) · 10,221 | Hersony Canelón (VEN) · 10,439                                | 2.       | kiesett                   | kiesett                                                | kiesett  | kiesett                                                                 | kiesett       | kiesett                                                                         | kiesett                | kiesett      | kiesett              | kiesett              | 14.      |
| Eddie Dawkins Ethan Mitchell Simon van Velthooven | Férfi csapat | 44,175    | 7.        |                                |                                                               |          |                           |                                                        |          |                                                                         |               | Franciaország (FRA) · Grégory Baugé · Michael D'almeida · Kévin Sireau · 43,495 |                        |              |                      | kiesett              | 5.       |
| Natasha Hansen                                    | Női egyéni   | 11,241    | 9.        | Ljubov Sulika (UKR) · 11,808   | Juliana Gaviria (COL) · Jekatyerina Gnyigyenko (RUS) · 11,882 | 1.       | Guo Shuang (CHN) · 11,431 | Volha Panarina (BLR) · Monique Sullivan (CAN) · 11,443 | 3.       | Willy Kanis (NED) · Lee Wai Sze (HKG) · Monique Sullivan (CAN) · 11,852 | 4.            |                                                                                 |                        |              |                      |                      | 12.      |

Üldözőversenyek
| Versenyző                                                   | Versenyszám  | Selejtező | Selejtező | Elődöntő                                                                                    | Elődöntő  | Elődöntő | Döntő | Döntő     | Döntő    |
| Versenyző                                                   | Versenyszám  | Idő       | Hely.     | Ellenfél Idő                                                                                | Saját idő | Hely.    | Ellenfél Idő | Saját idő | Helyezés |
| ----------------------------------------------------------- | ------------ | --------- | --------- | ------------------------------------------------------------------------------------------- | --------- | -------- | --- | --------- | -------- |
| Sam Bewley Aaron Gate Westley Gough Marc Ryan Jesse Sergent | Férfi csapat | 3:57,607  | 3.        | Ausztrália (AUS) · Jack Bobridge · Glenn O’Shea · Rohan Dennis · Michael Hepburn · 3:54,317 | 3:56,442  | 3.       | Bronzmérkőzés · Oroszország (RUS) · Jevgenyij Kovaljov · Ivan Kovaljov · Alekszej Markov · Alekszandr Szerov · 3:58,282 | 3:55,952  |          |
| Rushlee Buchanan Lauren Ellis Jaime Nielsen Alison Shanks   | Női csapat   | 3:20,421  | 5.        | Fehéroroszország (BLR) · Taccjana Sarakova · Alena Dilko · Akszana Papko · 3:21,942         | 3:18,514  | 1.       | 5. helyért · Hollandia (NED) · Vera Koedooder · Amy Pieters · Ellen van Dijk · 3:23,256                                 | 3:19,351  | 5.       |

Keirin
| Versenyző            | Versenyszám | 1. forduló | Vigaszág | 2. forduló | Döntő            | Helyezés |
| Versenyző            | Versenyszám | Helyezés   | Helyezés | Helyezés   | Helyezés         | Helyezés |
| -------------------- | ----------- | ---------- | -------- | ---------- | ---------------- | -------- |
| Simon van Velthooven | Férfi       | 2.         |          | 2.         | 3.               |          |
| Natasha Hansen       | Női         | 3.         | 2.       | 5.         | 7–12. helyért 5. | 11.      |

Omnium
| Versenyző      | Versenyszám | 200 méter | 200 méter | 30 km-es pontverseny | 30 km-es pontverseny | Kieséses verseny | 4 km-es egyéni üldözőverseny | 4 km-es egyéni üldözőverseny | 15 km-es scratch | 15 km-es scratch | 1000 m-es időfutam | 1000 m-es időfutam | Összesítés | Összesítés |
| Versenyző      | Versenyszám | Idő       | Hely.     | Pont                 | Hely.                | Hely.            | Eredmény                     | Hely.                        | Lekörözés        | Hely.            | Idő                | Hely.              | Pont       | Helyezés   |
| -------------- | ----------- | --------- | --------- | -------------------- | -------------------- | ---------------- | ---------------------------- | ---------------------------- | ---------------- | ---------------- | ------------------ | ------------------ | ---------- | ---------- |
| Shane Archbold | Férfi       | 13,112    | 2.        | 3                    | 15.                  | 6.               | 4:26,581                     | 6.                           | 1                | 13.              | 1:03,290           | 6.                 | 48         | 7.         |

| Versenyző      | Versenyszám | 200 méter | 200 méter | 20 km-es pontverseny | 20 km-es pontverseny | Kieséses verseny | 3 km-es egyéni üldözőverseny | 3 km-es egyéni üldözőverseny | 10 km-es scratch | 10 km-es scratch | 500 m-es időfutam | 500 m-es időfutam | Összesítés | Összesítés |
| Versenyző      | Versenyszám | Idő       | Hely.     | Pont                 | Hely.                | Hely.            | Eredmény                     | Hely.                        | Lekörözés        | Hely.            | Idő               | Hely.             | Pont       | Helyezés   |
| -------------- | ----------- | --------- | --------- | -------------------- | -------------------- | ---------------- | ---------------------------- | ---------------------------- | ---------------- | ---------------- | ----------------- | ----------------- | ---------- | ---------- |
| Jo Kiesanowski | Női         | 14,924    | 16.       | 22                   | 7.                   | 7.               | 3:44,971                     | 11.                          | 0                | 7.               | 36,360            | 7.                | 55         | 7.         |

## Labdarúgás

### Férfi
| #             | Név                | Klub                   | Születési idő                    | Mérkőzés | Gól     | Sárga lap | sárga lap · 2. sárga lap · kiállítva | kiállítva |
| Kapusok       | Kapusok            | Kapusok                | Kapusok                          | Kapusok  | Kapusok | Kapusok   | Kapusok                              | Kapusok   |
| ------------- | ------------------ | ---------------------- | -------------------------------- | -------- | ------- | --------- | ------------------------------------ | --------- |
| 1             | Jake Gleeson       | Portland Timbers       | 1990. június 26. (22 évesen)     | 0        | 0       | 0         | 0                                    | 0         |
| 18            | Michael O’Keeffe   | Fairfield University   | 1990. augusztus 9. (21 évesen)   | 3        | 0       | 0         | 0                                    | 0         |
| Védők         |                    |                        |                                  |          |         |           |                                      |           |
| 2             | Tim Payne          | Blackburn Rovers       | 1994. január 10. (18 évesen)     | 3        | 0       | 0         | 0                                    | 0         |
| 3             | Ian Hogg           | Auckland City          | 1989. december 15. (22 évesen)   | 3        | 0       | 1         | 0                                    | 0         |
| 4             | Tim Myers          | Waitakere United       | 1990. szeptember 17. (21 évesen) | 1        | 0       | 1         | 0                                    | 0         |
| 5             | Tommy Smith        | Ipswich Town           | 1990. március 31. (22 évesen)    | 3        | 0       | 1         | 0                                    | 0         |
| 6             | Ryan Nelsen (CSK)  | Queens Park Rangers    | 1977. október 18. (34 évesen)    | 3        | 0       | 0         | 0                                    | 0         |
| 12            | Adam Thomas        | Waikato FC             | 1992. április 1. (20 évesen)     | 3        | 0       | 0         | 0                                    | 0         |
| 14            | James Musa         | Team Wellington        | 1992. április 1. (20 évesen)     | 1        | 0       | 0         | 0                                    | 0         |
| Középpályások |                    |                        |                                  |          |         |           |                                      |           |
| 8             | Michael McGlinchey | Central Coast Mariners | 1987. január 7. (25 évesen)      | 3        | 0       | 0         | 0                                    | 0         |
| 11            | Marco Rojas        | Melbourne Victory      | 1991. november 5. (20 évesen)    | 3        | 0       | 0         | 0                                    | 0         |
| 13            | Alex Feneridis     | Auckland City          | 1989. november 13. (22 évesen)   | 1        | 0       | 0         | 0                                    | 0         |
| 15            | Cameron Howieson   | Burnley                | 1994. december 22. (17 évesen)   | 3        | 0       | 0         | 0                                    | 0         |
| 17            | Adam McGeorge      | Auckland City          | 1989. március 30. (23 évesen)    | 1        | 0       | 0         | 0                                    | 0         |
| Csatárok      |                    |                        |                                  |          |         |           |                                      |           |
| 7             | Kosta Barbarouses  | Panathinaikósz         | 1990. február 19. (22 évesen)    | 3        | 0       | 1         | 0                                    | 0         |
| 9             | Shane Smeltz       | Perth Glory            | 1981. szeptember 29. (30 évesen) | 3        | 0       | 1         | 0                                    | 0         |
| 10            | Chris Wood         | West Bromwich Albion   | 1991. december 7. (20 évesen)    | 3        | 1       | 0         | 0                                    | 0         |
| 16            | Dakota Lucas       | Sunshine Coast         | 1991. június 26. (21 évesen)     | 1        | 0       | 0         | 0                                    | 0         |
| Edző          |                    |                        |                                  |          |         |           |                                      |           |
|               | Neil Emblen        |                        | 1971. június 19. (41 évesen)     |          |         |           |                                      |           |

- Kor: 2012. július 26-i kora

#### Eredmények
C csoport
| Csapat                 | M | Gy | D | V | Rg | Kg | Gk | P |
| ---------------------- | - | -- | - | - | -- | -- | -- | - |
| Brazília (BRA)         | 3 | 3  | 0 | 0 | 9  | 3  | +6 | 9 |
| Egyiptom (EGY)         | 3 | 1  | 1 | 1 | 6  | 5  | +1 | 4 |
| Fehéroroszország (BLR) | 3 | 1  | 0 | 2 | 3  | 6  | –3 | 3 |
| Új-Zéland (NZL)        | 3 | 0  | 1 | 2 | 1  | 5  | –4 | 1 |

| 2012. július 26. 19:45 (20:45) |

| Fehéroroszország (BLR) | 1–0               | Új-Zéland (NZL) |
| ---------------------- | ----------------- | --------------- |
| Baha 45'               | (1–0) Jegyzőkönyv |                 |

| Ricoh Arena, Coventry Nézőszám: 14 457 Játékvezető: Bakary Gassama (gambiai) |

| 2012. július 29. 12:00 (13:00) |

| Egyiptom (EGY) | 1–1               | Új-Zéland (NZL) |
| -------------- | ----------------- | --------------- |
| Szallah 40'    | (1–1) Jegyzőkönyv | Wood 17'        |

| Old Trafford, Manchester Nézőszám: 50 050 Játékvezető: Mark Clattenburg (Angol) |

| 2012. augusztus 1. 14:30 (15:30) |

| Brazília (BRA)                                        | 3–0               | Új-Zéland (NZL) |
| ----------------------------------------------------- | ----------------- | --------------- |
| Danilo 23' Damião 29' Sandro 52' Alex Sandro 71′, 76′ | (2–0) Jegyzőkönyv |                 |

| St James’ Park, Newcastle Nézőszám: 25 201 Játékvezető: Bakary Gassama (gambiai) |

| Csapat          | Helyezés |
| --------------- | -------- |
| Új-Zéland (NZL) | 16.      |

### Női
| #             | Név                 | Klub               | Születési idő                   | Mérkőzés | Gól     | Sárga lap | sárga lap · 2. sárga lap · kiállítva | kiállítva |
| Kapusok       | Kapusok             | Kapusok            | Kapusok                         | Kapusok  | Kapusok | Kapusok   | Kapusok                              | Kapusok   |
| ------------- | ------------------- | ------------------ | ------------------------------- | -------- | ------- | --------- | ------------------------------------ | --------- |
| 1             | Jenny Bindon        | Hibiscus Coast     | 1973. február 25. (39 évesen)   | 4        | 0       | 0         | 0                                    | 0         |
| 18            | Rebecca Rolls       | Fencibles United   | 1975. augusztus 22. (36 évesen) | 0        | 0       | 0         | 0                                    | 0         |
| Védők         |                     |                    |                                 |          |         |           |                                      |           |
| 2             | Ria Percival        | FFC Frankfurt      | 1989. december 7. (22 évesen)   | 4        | 0       | 0         | 0                                    | 0         |
| 3             | Anna Green          | Lokomotive Leipzig | 1990. augusztus 20. (21 évesen) | 0        | 0       | 0         | 0                                    | 0         |
| 5             | Abby Erceg          | Fencibles United   | 1989. november 20. (22 évesen)  | 4        | 0       | 0         | 0                                    | 0         |
| 6             | Rebecca Smith (CSK) | VfL Wolfsburg      | 1981. június 17. (31 évesen)    | 4        | 1       | 0         | 0                                    | 0         |
| 7             | Ali Riley           | LdB FC Malmö       | 1987. október 30. (24 évesen)   | 4        | 0       | 0         | 0                                    | 0         |
| 14            | Kristy Hill         | Eastern Suburbs    | 1979. július 1. (33 évesen)     | 0        | 0       | 0         | 0                                    | 0         |
| 15            | Rebekah Stott       | Melbourne Victory  | 1993. július 17. (19 évesen)    | 0        | 0       | 0         | 0                                    | 0         |
| Középpályások |                     |                    |                                 |          |         |           |                                      |           |
| 4             | Katie Hoyle         | Bad Neuenahr       | 1988. február 1. (24 évesen)    | 4        | 0       | 1         | 0                                    | 0         |
| 8             | Hayley Moorwood     | Chelsea            | 1984. február 13. (28 évesen)   | 4        | 0       | 0         | 0                                    | 0         |
| 11            | Kirsty Yallop       | Vittsjö            | 1986. november 4. (25 évesen)   | 4        | 0       | 0         | 0                                    | 0         |
| 12            | Betsy Hassett       | UC Berkeley        | 1990. augusztus 4. (21 évesen)  | 4        | 0       | 0         | 0                                    | 0         |
| 16            | Annalie Longo       | Three Kings United | 1991. július 1. (21 évesen)     | 4        | 0       | 0         | 0                                    | 0         |
| Csatárok      |                     |                    |                                 |          |         |           |                                      |           |
| 9             | Amber Hearn         | Jena               | 1984. november 28. (27 évesen)  | 4        | 0       | 0         | 0                                    | 0         |
| 10            | Sarah Gregorius     | Bad Neuenahr       | 1987. augusztus 6. (24 évesen)  | 4        | 1       | 0         | 0                                    | 0         |
| 13            | Rosie White         | UCLA               | 1993. június 6. (19 évesen)     | 3        | 0       | 0         | 0                                    | 0         |
| 17            | Hannah Wilkinson    | Glenfield Rovers   | 1992. május 28. (20 évesen)     | 3        | 0       | 3         | 0                                    | 0         |
| Edző          |                     |                    |                                 |          |         |           |                                      |           |
|               | Tony Readings       |                    | 1975. november 27. (36 évesen)  |          |         |           |                                      |           |

- Kor: 2012. július 25-i kora

#### Eredmények
E csoport
| Csapat               | M | Gy | D | V | Rg | Kg | Gk  | P |
| -------------------- | - | -- | - | - | -- | -- | --- | - |
| Nagy-Britannia (GBR) | 3 | 3  | 0 | 0 | 5  | 0  | +5  | 9 |
| Brazília (BRA)       | 3 | 2  | 0 | 1 | 6  | 1  | +5  | 6 |
| Új-Zéland (NZL)      | 3 | 1  | 0 | 2 | 3  | 3  | 0   | 3 |
| Kamerun (CMR)        | 3 | 0  | 0 | 3 | 1  | 11 | −10 | 0 |

| 2012. július 25. 16:00 (17:00) |

| Nagy-Britannia (GBR) | 1–0               | Új-Zéland (NZL) |
| -------------------- | ----------------- | --------------- |
| Houghton 64'         | (0–0) Jegyzőkönyv |                 |

| Millennium Stadion, Cardiff Nézőszám: 24 549 Játékvezető: Kari Seitz (amerikai) |

| 2012. július 28. 14:30 (15:30) |

| Új-Zéland (NZL) | 0–1               | Brazília (BRA) |
| --------------- | ----------------- | -------------- |
|                 | (0–0) Jegyzőkönyv | Cristiane 86'  |

| Millennium Stadion, Cardiff Nézőszám: 30 103 Játékvezető: Bibiana Steinhaus (német) |

| 2012. július 31. 19:45 (20:45) |

| Új-Zéland (NZL)                             | 3–1               | Kamerun (CMR) |
| ------------------------------------------- | ----------------- | ------------- |
| Smith 43' Sonkeng 49' (öngól) Gregorius 62' | (1–0) Jegyzőkönyv | Onguene 75'   |

| Ricoh Arena, Coventry Nézőszám: 11 425 Játékvezető: Christina Pedersen (norvég) |

Negyeddöntő
| 2012. augusztus 3. 14:30 (15:30) |

| Egyesült Államok (USA) | 2–0               | Új-Zéland (NZL) |
| ---------------------- | ----------------- | --------------- |
| Wambach 27' Leroux 87' | (1–0) Jegyzőkönyv |                 |

| St James’ Park, Newcastle Nézőszám: 10 441 Játékvezető: Salomé di Iorio (argentin) |

| Csapat          | Helyezés |
| --------------- | -------- |
| Új-Zéland (NZL) | 8.       |

## Lovaglás
Díjlovaglás
| Versenyző   | Ló              | Versenyszám | 1. kör | 1. kör | 2. kör  | 2. kör  | Döntő     | Döntő   | Végeredmény | Végeredmény |
| Versenyző   | Ló              | Versenyszám | 1. kör | 1. kör | 2. kör  | 2. kör  | Technikai | Művészi | Végeredmény | Végeredmény |
| Versenyző   | Ló              | Versenyszám | Pont   | Hely.  | Pont    | Hely.   | Pont      | Pont    | Pont        | Helyezés    |
| ----------- | --------------- | ----------- | ------ | ------ | ------- | ------- | --------- | ------- | ----------- | ----------- |
| Louisa Hill | Bates Antonello | Egyéni      | 65,258 | 48.    | kiesett | kiesett | kiesett   | kiesett | kiesett     | kiesett     |

Lovastusa
| Versenyző                                                              | Ló              | Versenyszám | Díjlovaglás | Díjlovaglás | Tereplovaglás | Tereplovaglás | Tereplovaglás | Díjugratás | Díjugratás  | Díjugratás | Díjugratás | Végeredmény | Végeredmény |
| Versenyző                                                              | Ló              | Versenyszám | Díjlovaglás | Díjlovaglás | Tereplovaglás | Tereplovaglás | Tereplovaglás | Selejtező  | Selejtező   | Selejtező  | Döntő      | Végeredmény | Végeredmény |
| Versenyző                                                              | Ló              | Versenyszám | Bünt.       | Hely.       | Bünt.         | Bünt. össz.   | Hely.         | Bünt.      | Bünt. össz. | Hely.      | Bünt.      | Bünt.       | Helyezés    |
| ---------------------------------------------------------------------- | --------------- | ----------- | ----------- | ----------- | ------------- | ------------- | ------------- | ---------- | ----------- | ---------- | ---------- | ----------- | ----------- |
| Andrew Nicholson                                                       | Nereo           | Egyéni      | 45,00       | 21.         | 0,00          | 45,00         | 9.            | 0,00       | 45,00       | 6.         | 4,00       | 49,00       | 4.          |
| Jock Paget                                                             | Clifton Promise | Egyéni      | 44,10       | 17.         | 4,80          | 48,90         | 14.           | 4,00       | 52,90       | 13.        | 1,00       | 53,90       | 10.         |
| Caroline Powell                                                        | Lenamore        | Egyéni      | 52,20       | 43.         | 1,60          | 53,80         | 24.           | 4,00       | 57,80       | 23.        | kiesett    | kiesett     | kiesett     |
| Jonelle Richards                                                       | Flintstar       | Egyéni      | 56,70       | 55.         | 6,00          | 62,70         | 31.           | 9,00       | 71,70       | 30.        | kiesett    | kiesett     | kiesett     |
| Mark Todd                                                              | Campino         | Egyéni      | 39,10       | 3.          | 0,40          | 39,50         | 3.            | 7,00       | 46,50       | 7.         | 8,00       | 54,50       | 12.         |
| Andrew Nicholson Jock Paget Caroline Powell Jonelle Richards Mark Todd | lásd fentebb    | Csapat      | 128,20      | 4.          | 5,20          | 133,40        | 4.            |            |             |            | 11,00      | 144,40      |             |

## Ökölvívás
Női
| Versenyző        | Versenyszám | Selejtező                     | Negyeddöntő                  | Elődöntő          | Döntő             | Helyezés |
| Versenyző        | Versenyszám | Ellenfél Eredmény             | Ellenfél Eredmény            | Ellenfél Eredmény | Ellenfél Eredmény | Helyezés |
| ---------------- | ----------- | ----------------------------- | ---------------------------- | ----------------- | ----------------- | -------- |
| Siona Fernandes  | Légsúly     | Sztojka Petrova (BUL) · 11–23 | kiesett                      | kiesett           | kiesett           | 9.       |
| Alexis Pritchard | Könnyűsúly  | Rim Jouini (TUN) · 15–10      | Szofja Ocsigava (RUS) · 4–22 | kiesett           | kiesett           | 5.       |

## Sportlövészet
Férfi
| Versenyző   | Versenyszám       | Selejtező | Selejtező | Döntő   | Döntő    |
| Versenyző   | Versenyszám       | Pont      | Helyezés  | Pont    | Helyezés |
| ----------- | ----------------- | --------- | --------- | ------- | -------- |
| Ryan Taylor | Sportpuska, fekvő | 592       | 25.       | kiesett | kiesett  |

## Súlyemelés
| Versenyző        | Versenyszám | Szakítás | Szakítás | Lökés    | Lökés    | Összesen | Helyezés |
| Versenyző        | Versenyszám | Eredmény | Helyezés | Eredmény | Helyezés | Összesen | Helyezés |
| ---------------- | ----------- | -------- | -------- | -------- | -------- | -------- | -------- |
| Richie Patterson | 85 kg       | 150      | 13.      | 186      | 14.      | 336      | 14.      |

## Taekwondo
Férfi
| Versenyző      | Versenyszám | Nyolcaddöntő                     | Negyeddöntő       | Elődöntő          | Vigaszág elődöntő               | Bronz- mérkőzés   | Döntő             | Helyezés |
| Versenyző      | Versenyszám | Ellenfél Eredmény                | Ellenfél Eredmény | Ellenfél Eredmény | Ellenfél Eredmény               | Ellenfél Eredmény | Ellenfél Eredmény | Helyezés |
| -------------- | ----------- | -------------------------------- | ----------------- | ----------------- | ------------------------------- | ----------------- | ----------------- | -------- |
| Logan Campbell | Pehelysúly  | Hrihorij Huszarov (UKR) · 6–10   | kiesett           | kiesett           |                                 |                   |                   | 11.      |
| Vaughn Scott   | Váltósúly   | Sebastián Crismanich (ARG) · 5–9 |                   |                   | Nesar Ahmad Bahave (AFG) · 6–11 | kiesett           |                   | 7.       |

Női
| Versenyző    | Versenyszám | Nyolcaddöntő              | Negyeddöntő       | Elődöntő          | Vigaszág elődöntő | Bronz- mérkőzés   | Döntő             | Helyezés |
| Versenyző    | Versenyszám | Ellenfél Eredmény         | Ellenfél Eredmény | Ellenfél Eredmény | Ellenfél Eredmény | Ellenfél Eredmény | Ellenfél Eredmény | Helyezés |
| ------------ | ----------- | ------------------------- | ----------------- | ----------------- | ----------------- | ----------------- | ----------------- | -------- |
| Robin Cheong | Pehelysúly  | Hedaya Malak (EGY) · 6–17 | kiesett           | kiesett           |                   |                   |                   | 11.      |

## Tenisz
Női
| Versenyző       | Versenyszám | 64-es főtábla                       | 32-es főtábla     | Nyolcaddöntő      | Negyeddöntő       | Elődöntő          | Bronz- mérkőzés   | Döntő             | Helyezés |
| Versenyző       | Versenyszám | Ellenfél Eredmény                   | Ellenfél Eredmény | Ellenfél Eredmény | Ellenfél Eredmény | Ellenfél Eredmény | Ellenfél Eredmény | Ellenfél Eredmény | Helyezés |
| --------------- | ----------- | ----------------------------------- | ----------------- | ----------------- | ----------------- | ----------------- | ----------------- | ----------------- | -------- |
| Marina Eraković | Egyes       | Aleksandra Wozniak (CAN) · 2-6, 1-6 | kiesett           | kiesett           | kiesett           | kiesett           | kiesett           | kiesett           | 33.      |

## Triatlon
| Versenyző      | Versenyszám | 1,5 km úszás | Depózás 1 | 40 km kerékpározás | Depózás 2 | 10 km futás | Összesítés | Összesítés |
| Versenyző      | Versenyszám | Idő          | Idő       | Idő                | Idő       | Idő         | Idő        | Helyezés   |
| -------------- | ----------- | ------------ | --------- | ------------------ | --------- | ----------- | ---------- | ---------- |
| Bevan Docherty | Férfi       | 17:26        | 0:37      | 58:51              | 0:29      | 31:12       | 1:48:35    | 12.        |
| Kris Gemmell   | Férfi       | 17:26        | 0:37      | 58:48              | 0:30      | 31:31       | 1:48:52    | 15.        |
| Ryan Sissons   | Férfi       | 18:05        | 0:37      | 59:45              | 0:29      | 31:31       | 1:50:27    | 33.        |
| Andrea Hewitt  | Női         | 19:28        | 0:42      | 1:05:26            | 0:30      | 34:30       | 2:00:36    | 6.         |
| Kate McIlroy   | Női         | 19:31        | 0:41      | 1:05:26            | 0:36      | 35:14       | 2:01:28    | 10.        |
| Nicky Samuels  | Női         | 19:46        | 0:40      | 1:07:00            | 0:32      | 36:50       | 2:04:48    | 35.        |

## Úszás
Férfi
| Versenyző                                                                            | Versenyszám            | Előfutam | Előfutam | Előfutam | Elődöntő | Elődöntő | Elődöntő | Döntő   | Döntő    |
| Versenyző                                                                            | Versenyszám            | Idő      | Hely.    | Össz.    | Idő      | Hely.    | Össz.    | Idő     | Helyezés |
| ------------------------------------------------------------------------------------ | ---------------------- | -------- | -------- | -------- | -------- | -------- | -------- | ------- | -------- |
| Daniel Bell                                                                          | 100 m pillangó         | 53,76    | 5.       | 37.      | kiesett  | kiesett  | kiesett  | kiesett | kiesett  |
| Daniel Bell                                                                          | 100 m hát              | 55,53    | 8.       | 37.      | kiesett  | kiesett  | kiesett  | kiesett | kiesett  |
| Gareth Kean                                                                          | 100 m hát              | 54,26    | 6.       | 14.      | 54,00    | 8.       | 13.      | kiesett | kiesett  |
| Gareth Kean                                                                          | 200 m hát              | 2:00,54  | 8.       | 29.      | kiesett  | kiesett  | kiesett  | kiesett | kiesett  |
| Glenn Snyders                                                                        | 100 m mell             | 59,78    | 1.       | 5.       | 1:00,15  | 7.       | 15.      | kiesett | kiesett  |
| Glenn Snyders                                                                        | 200 m mell             | 2:10,55  | 4.       | 10.      | 2:11,14  | 7.       | 14.      | kiesett | kiesett  |
| Matthew Stanley                                                                      | 200 m gyors            | 1:48,19  | 7.       | 18.      | kiesett  | kiesett  | kiesett  | kiesett | kiesett  |
| Matthew Stanley                                                                      | 400 m gyors            | 3:49,44  | 5.       | 15.      |          |          |          | kiesett | kiesett  |
| Dylan Dunlop-Barrett Steven Kent Andrew McMillan Matthew Stanley                     | 4 × 200 m gyorsváltó   | 7:17,18  | 8.       | 15.      |          |          |          | kiesett | kiesett  |
| Daniel Bell Gareth Kean Andrew McMillan Carl O’Donnell Glenn Snyders Matthew Stanley | 4 × 100 m vegyes váltó | 3:34,52  | 5.       | 9.       |          |          |          | kiesett | kiesett  |

Női
| Versenyző                                                                                  | Versenyszám          | Előfutam | Előfutam | Előfutam | Elődöntő | Elődöntő | Elődöntő | Döntő   | Döntő    |
| Versenyző                                                                                  | Versenyszám          | Idő      | Hely.    | Össz.    | Idő      | Hely.    | Össz.    | Idő     | Helyezés |
| ------------------------------------------------------------------------------------------ | -------------------- | -------- | -------- | -------- | -------- | -------- | -------- | ------- | -------- |
| Lauren Boyle                                                                               | 400 m gyors          | 4:03,63  | 3.       | 4.       |          |          |          | 4:06,25 | 8.       |
| Lauren Boyle                                                                               | 800 m gyors          | 8:25,91  | 2.       | 5.       |          |          |          | 8:22,72 | 4.       |
| Melissa Ingram                                                                             | 100 m hát            | 1:01,94  | 5.       | 30.      | kiesett  | kiesett  | kiesett  | kiesett | kiesett  |
| Melissa Ingram                                                                             | 200 m hát            | 2:10,63  | 6.       | 17.      | kiesett  | kiesett  | kiesett  | kiesett | kiesett  |
| Hayley Palmer                                                                              | 50 m gyors           | 25,47    | 2.       | 23.      | kiesett  | kiesett  | kiesett  | kiesett | kiesett  |
| Natalie Wiegersma                                                                          | 200 m vegyes         | 2:16,24  | 7.       | 26.      | kiesett  | kiesett  | kiesett  | kiesett | kiesett  |
| Natalie Wiegersma                                                                          | 400 m vegyes         | 4:44,78  | 5.       | 19.      |          |          |          | kiesett | kiesett  |
| Amaka Gessler Tash Hind Penelope Marshall Hayley Palmer                                    | 4 × 100 m gyorsváltó | 3:42,55  | 7.       | 14.      |          |          |          | kiesett | kiesett  |
| Lauren Boyle Amaka Gessler Tash Hind Melissa Ingram Samantha Lucie-Smith Penelope Marshall | 4 × 200 m gyorsváltó | 7:55,92  | 5.       | 11.      |          |          |          | kiesett | kiesett  |

## Vitorlázás
Férfi
| Versenyző                       | Versenyszám        | Futam | Futam | Futam | Futam | Futam | Futam | Futam | Futam | Futam | Futam | Futam | Futam | Futam | Futam | Futam | Futam | Pontszám | Helyezés |
| Versenyző                       | Versenyszám        | 1     | 2     | 3     | 4     | 5     | 6     | 7     | 8     | 9     | 10    | 11    | 12    | 13    | 14    | 15    | É     | Pontszám | Helyezés |
| ------------------------------- | ------------------ | ----- | ----- | ----- | ----- | ----- | ----- | ----- | ----- | ----- | ----- | ----- | ----- | ----- | ----- | ----- | ----- | -------- | -------- |
| JP Tobin                        | Szörfvitorlázás    | 15    | 4     | 3     | 7     | 8     | 8     | 12    | 6     | (17)  | 17    |       |       |       |       |       | 16    | 96       | 7.       |
| Andrew Murdoch                  | Laser              | 12    | 8     | 17    | (18)  | 1     | 7     | 13    | 15    | 3     | 3     |       |       |       |       |       | 8     | 87       | 5.       |
| Dan Slater                      | Finn dingi         | 7     | 11    | 1     | 6     | (17)  | 11    | 6     | 15    | 8     | 14    |       |       |       |       |       | 4     | 83       | 7.       |
| Paul Snow-Hansen Jason Saunders | 470-es osztály     | (28*) | 3     | 5     | 4     | 16    | 3     | 7     | 9     | 13    | 12    |       |       |       |       |       | 14    | 86       | 5.       |
| Hamish Pepper Jim Turner        | Csillaghajó        | (15)  | 7     | 1     | 13    | 6     | 5     | 9     | 8     | 8     | 9     |       |       |       |       |       | 4     | 70       | 5.       |
| Peter Burling Blair Tuke        | Könnyű 49-es dingi | 9     | 7     | 1     | 7     | 3     | 5     | 9     | 11    | 7     | 2     | 1     | 2     | (15)  | 6     | 6     | 4     | 80       |          |

Női
| Versenyző             | Versenyszám    | Futam | Futam | Futam | Futam | Futam | Futam | Futam | Futam | Futam  | Futam | Futam   | Pontszám | Helyezés |
| Versenyző             | Versenyszám    | 1     | 2     | 3     | 4     | 5     | 6     | 7     | 8     | 9      | 10    | É       | Pontszám | Helyezés |
| --------------------- | -------------- | ----- | ----- | ----- | ----- | ----- | ----- | ----- | ----- | ------ | ----- | ------- | -------- | -------- |
| Sara Winther          | Laser radial   | 31    | 23    | 21    | 15    | 35    | 31    | 9     | 11    | (42**) | 9     | kiesett | 185      | 20.      |
| Jo Aleh Olivia Powrie | 470-es osztály | 2     | 6     | 2     | 5     | (10)  | 4     | 1     | 1     | 2      | 18    | 2       | 35       |          |

* - nem ért célba

** - kizárták (fekete zászló)
| Versenyző                                | Versenyszám | Csoportkör | Csoportkör | Csoportkör | Csoportkör | Csoportkör | Csoportkör | Csoportkör | Csoportkör | Csoportkör | Csoportkör | Csoportkör | Csoportkör | Csoportkör | Kieséses szakasz | Kieséses szakasz | Kieséses szakasz | Helyezés |
| Versenyző                                | Versenyszám | NED        | SWE        | ESP        | DEN        | POR        | AUS        | USA        | GBR        | FRA        | FIN        | RUS        | Pont       | Hely.      | Negyeddöntő      | Elődöntő         | Döntő            | Helyezés |
| ---------------------------------------- | ----------- | ---------- | ---------- | ---------- | ---------- | ---------- | ---------- | ---------- | ---------- | ---------- | ---------- | ---------- | ---------- | ---------- | ---------------- | ---------------- | ---------------- | -------- |
| Jenna Hansen Steph Hazard Susannah Pyatt | Elliott 6 m | 0–1        | 1–0        | 0–1        | 1–0        | 1–0        | 0–1        | 0–1        | 1–0        | 0–1        | 0–1        | 0–1        | 4          | 9.         | kiesett          | kiesett          | kiesett          | 9.       |